# مطار ألميريا
مطار ألميريا (بالإسبانية: Aeropuerto de Almería) (إياتا: LEI، إيكاو: LEAM) هو مطار يقع على بعد 9 كم شرق مركز مدينة ألميريا، في مقاطعة ألميريا في الأندلس، إسبانيا. وهو قريب من المراكز السياحية الرئيسية في المقاطعة مثل منتزه كابو دي جاتا نيجار الطبيعي أو إل إيجيدو أو موخاكار أو روكيتاس دي مار أو فيرا.
الخطوط الأكثر رواجا في مطار ألميريا هما الخط الجوي الرابط بين ألميريا و مدريد، والخط الجوي الرابط بين ألميريا و برشلونة.

## مرافق المطار
يتوفر المطار على مطاعم ومقاهي وصيدلية، كما يضم مطار ألميريا قاعة اجتماعات لإقامة الفعاليات من جميع الأنواع للشركات المهتمة. تبلغ مساحة القاعة الرئيسية 77 مترًا مربعًا وتتسع لـ 50 شخصًا، بالإضافة إلى غرفة مساعدة بمساحة 36 مترًا مربعًا ودورات مياه. تم تجهيز القاعة الرئيسية للعروض التقديمية والمحاضرات والمؤتمرات والدورات التدريبية والمحادثات وما إلى ذلك. يمكن تركيب جهاز عرض عند الطلب.

## شركات الطيران والوجهات
تعمل شركات الطيران التالية على تشغيل رحلات منتظمة أو موسمية في مطار ألميريا:
| شركات الطيران   | الوجهات |
| --------------- | --- |
| إير نوستروم     | رحلات شارتر: بورتو |
| بينتر كنارياس   | غران كناريا |
| إيزي جيت        | لندن غاتويك رحلات موسمية: بريستول (ابتداءاً من 28 يونيو 2025)، لندن ليوتن (ابتداءاً من 1 يونيو 2025)، لندن سوتيند (ابتداءاً من 1 أبريل 2025) |
| إيبيريا         | مدريد، مليلية، اشبيلية رحلات موسمية: بالما دي مايوركا                                                                                     |
| جيت 2 . كوم     | رحلات موسمية: بيرمينغام، بريستول، إيست ميدلاند (ابتداءاً من 24 ماي 2026)، لييد براد فورد، مانشستر                                          |
| لوكس إير        | رحلات موسمية: لوكسمبرغ |
| ريان إير        | رحلات موسمية: بروكسل شارلروا الجنوب، لندن ستانستد، مانشستر                                                                                |
| سمارت وينجز     | رحلات موسمية: براغ |
| ترانسافيا       | رحلات موسمية: باريس أورلي، روتردام |
| توي فلاي بلجيكا | رحلات موسمية: بروكسل |
| فيولينغ         | برشلونة رحلات موسمية: بلباو |

## إحصائيات
|                       | عدد المسافرين | حركة الطائرات | الشحن الجوي (كيلو) |
| --------------------- | ------------- | ------------- | ------------------ |
| 2004                  | 830,930       | 15,046        | 51,138             |
| 2005                  | 1,073,585     | 18,269        | 52,779             |
| 2006                  | 1,055,545     | 18,451        | 35,550             |
| 2007                  | 1,206,634     | 20,141        | 19,890             |
| 2008                  | 1,024,303     | 18,280        | 21,322             |
| 2009                  | 791,837       | 15,391        | 16,238             |
| 2010                  | 786,877       | 16,112        | 14,074             |
| 2011                  | 780,853       | 14,946        | 9,836              |
| 2012                  | 749,720       | 12,643        | 8,632              |
| 2013                  | 705,514       | 10,596        | 12,577             |
| 2014                  | 745,226       | 10,759        | 8,588              |
| 2015                  | 691,240       | 10,278        | 19,224             |
| 2016                  | 920,329       | 11,378        | 32,118             |
| 2017                  | 1,007,446     | 12,219        | 2,041              |
| 2018                  | 991,992       | 11,946        | 9,059              |
| 2019                  | 979,406       | 11,777        | 187                |
| 2020                  | 200,411       | 5,889         | 0                  |
| 2021                  | 317,509       | 7,889         | 11                 |
| 2022                  | 703,380       | 11,045        | 95                 |
| 2023                  | 775,385       | 11,817        | 46                 |
| مصدر الإحصائيات: إنير |               |               |                    |

## الوصول للمطار
يمكن الوصول لمطار ألميريا إما عبر:
- الحافلات: تعمل حافلة المدينة ذات الخط 30 من المطار إلى وسط مدينة ألميريا.
- سيارات الأجرة
- يتوفر مطار ألميريا على موقف سيارات، يمكن حجز مكان السيارة والأداء مسبقا عبر الموقع الاكتروني الرسمي.[6]